# 楊呈秀
楊呈秀（1583年—1634年），字子實，號洙源，陝西西安府華陰縣人，民籍，明朝政治人物。

## 生平
萬曆三十七年（1609年）己酉科陕西鄉試第二十四名舉人，萬曆三十八年（1610年）庚戌科會試二百六十八名，第三甲第一百四十五名進士。刑部觀政，授山東濟南府長山縣知縣，丁憂，起補山西太原府太谷縣知县，四十四年調直隸真定府靈壽縣，四十五年調繁棗強縣。累官順慶府知府，大計罷歸。崇禎七年（1634年）流賊攻打華陰縣城，楊呈秀輔佐有司守禦，力戰被執，大罵被磔而死。

## 家族
曾祖楊仕明，巡檢；祖楊九疇；父楊計，壽官；母楊氏；繼母王氏。嚴侍下。弟呈芳；呈蔭；呈奇；呈英；呈蔚。子琳哥；琛哥；珣哥。